# Bogumił Nowotny
Bogumił Franciszek Ksawery Nowotny (ur. 3 lutego 1871 w Wieliczce, zm. 17 listopada 1960 w Castel Gandolfo) – oficer austro-węgierskiej i polskiej marynarki wojennej, pułkownik (komandor) Marynarki Wojennej i pierwszy jej dowódca.

## Życiorys
Urodził się w Wieliczce w zaborze austro-węgierskim, był synem Bogumiła Fryderyka Nowotny (1835-1904) radcy wyższego sądu krajowego i radcy dworu i Zofii Nowotny (1839-1924) z domu Loegler. Miał czterech braci: Kazimierza Nowotny (1863-1924) adwokata, Adama Nowotny-Lachowicki-Czechowicz (1865-1936) generała majora cesarskiej i królewskiej Armii, generała dywizji Wojska Polskiego, Franciszka Nowotny (1872-1924) lekarza otolaryngologa, Juliana Nowotny (1876-1953) prawnika, profesora UJK we Lwowie oraz UJ w Krakowie oraz siostrę Adolfinę Piela (1868-1968). W 1889 roku zdał maturę w Wyższej Szkole Realnej w Krakowie. Ukończył Szkołę Aspirantów Morskich we Fiume, po czym służył w cesarskiej i królewskiej Marynarce Wojennej. Był absolwentem Akademii Marynarki Wojennej w Rijece. Podczas nauki w szkole odbył rejs dookoła świata na korwecie SMS „Saida”. W latach 1901–1902 służył we Flotylli Dunajskiej. Służył następnie poza marynarką w Poselstwie Austro-Węgier w Pekinie, jako komendant straży.
Bogumił Nowotny został następnie dowódcą torpedowca „Würger" (Tb 37), a od lipca 1914 – niszczyciela starszego typu, SMS „Scharfschütze”, na którym służył podczas I wojny światowej na Adriatyku, biorąc udział w akcjach bojowych. Odznaczył się zwłaszcza w brawurowym rajdzie na włoski port Porto Corsini na początku działań przeciwko Włochom. W maju 1917 awansował na stopień komandora porucznika (Fregattenkäpitan) i został komendantem jednej z twierdz na wyspach adriatyckich. Został następnie dowódcą starego pancernika SMS „Erzherzog Karl”.
W czerwcu 1918 został zwolniony ze służby austro-węgierskiej i przydzielony jako referent do spraw żeglugi przy Radzie Regencyjnej. Organizował przy pomocy polskich marynarzy z dawnych flot zaborczych przejęcie żeglugi wiślanej od Niemców.
28 listopada 1918 roku Naczelny Wódz Józef Piłsudski mianował go szefem Sekcji Marynarki Wojennej Ministerstwa Spraw Wojskowych w Warszawie, tym samym został pierwszym dowódcą polskiej Marynarki Wojennej. 11 marca 1919 podał się do dymisji. W tym samym roku został na własną prośbę zwolniony ze służby czynnej. 30 stycznia 1921 roku został zatwierdzony z dniem 1 kwietnia 1920 roku w stopniu pułkownika w korpusie morskim. 26 października 1923 roku Prezydent RP Stanisław Wojciechowski zatwierdził go w stopniu pułkownika marynarki. W 1934 roku figurował na liście starszeństwa oficerów stanu spoczynku Marynarki Wojennej, jako komandor ze starszeństwem z 1 czerwca 1919 roku i 4. lokatą w korpusie oficerów morskich. Pozostawał wówczas w ewidencji Powiatowej Komendy Uzupełnień Warszawa Miasto III.
Był jednym z organizatorów powołanego 9 listopada 1919 Towarzystwa Żeglugowego „Sarmacja”, którego został dyrektorem zarządzającym. 2 lutego 1920 kupił w Kopenhadze pierwszy statek dla „Sarmacji” (SS „Kraków”), będący pierwszym polskim statkiem na Bałtyku. W 1925 ukończył studia w Wyższej Szkole Handlu Zagranicznego w Wiedniu. W 1934 wyjechał ze względów zdrowotnych do Castel Gandolfo we Włoszech, gdzie zmarł 17 listopada 1960.
Jest autorem wspomnień, wydanych w Polsce w 2006 (Wspomnienia, Oficyna Wydawnicza Finna, ISBN 83-89929-97-X).

## Ordery i odznaczenia
Odznaczenia Bogumiła Nowotnego to między innymi:
- Kawaler Orderu Korony Żelaznej III klasy z mieczami i dekoracją wojenną
- Krzyż Zasługi Wojskowej III klasy z mieczami i dekoracją wojenną
- Brązowy Medal Zasługi Wojskowej z mieczami
- Krzyż Wojskowy Karola
- Odznaka za Służbę Wojskową III klasy
- Medal Jubileuszowy Pamiątkowy dla Sił Zbrojnych i Żandarmerii
- Krzyż Jubileuszowy Wojskowy
- Krzyż Pamiątkowy Mobilizacji 1912–1913